# Indywidualne Mistrzostwa Szwecji na Żużlu 1950
Indywidualne Mistrzostwa Szwecji na Żużlu 1950 – cykl turniejów żużlowych, mających wyłonić najlepszych żużlowców szwedzkich. Tytuł wywalczył Helge Brinkeback z Vargarna Norrköping. 

## Finał
- Sztokholm, 20 października 1950

| Msc. | Zawodnik              | Klub                 | Pkt   |  |  |
| ---- | --------------------- | -------------------- | ----- |  |  |
| 1    | Helge Brinkeback      | Vargarna Norrköping  | 12 +3 |  |  |
| 2    | Eskil Carlsson        | Monarkerna Sztokholm | 12 +2 |  |  |
| 3    | Linus Eriksson        | Filbyterna Linköping | 12 +1 |  |  |
| 4    | Evert Fransson        | Indianerna Kumla     | 11    |  |  |
| 5    | Harry Lundberger      | Griparna Nyköping    | 10    |  |  |
| 6    | Rune Sörmander        | Dackarna Målilla     | 10    |  |  |
| 7    | Göte Olsson           | Indianerna Kumla     | 9     |  |  |
| 8    | Sune Karlsson         | Getingarna Sztokholm | 9     |  |  |
| 9    | Gösta Kugelberg       | Filbyterna Linköping | 8     |  |  |
| 10   | Olle Nygren           | Vargarna Norrköping  | 5     |  |  |
| 11   | Hans Danielsson       | Piraterna Motala     | 4     |  |  |
| 12   | Lennart Åström        | Vargarna Norrköping  | 4     |  |  |
| 13   | Bengt Gustafsson      | Dackarna Målilla     | 4     |  |  |
| 14   | Gunnar Nordvall       | Dackarna Målilla     | 3     |  |  |
| 15   | Einar Lindqvist       | Vargarna Norrköping  | 3     |  |  |
| 16   | Kjell Carlsson        | Filbyterna Linköping | 1     |  |  |
|      | rez. Gösta Zanderholm | Filbyterna Linköping | 3     |  |  |